# 포스터 (기업)
주식회사 포스터(FOSTER co.,ltd.)는 도쿄도 세타가야구에 있는 일본의 연예 기획사이다.

## 내력
1992년, 전신 회사 〈멜로디 하트〉(MELODYHEART)를 설립.
1997년 2월, 멜로디 하트의 관련 회사로서 〈포스터〉(FOSTER)를 설립. 그 뒤 멜로디 하트는 규모가 작아져, 포스터에 흡수 합병돼 폐업.
2006년 7월, 포스터의 자회사로서 〈포스터 플러스〉(FOSTER+PLUS)를 설립.

## 소속 탤런트

### 포스터
- 세토 아사카
- 야마구치 카오리
- 아라이 모에
- 오오히라 우미
- 미나미노 사키
- 코이즈미 아오이
- 안도 니코
- 아요나 마하
- 미히로
- 아가와 린타
- 오키토 와쿠
- 신카와 고로

### 포스터 플러스
- 스즈키 안
- 카츠지 료
- 키타노 키이
- 히로세 아리스
- 히로세 스즈